# Fairlines
Fairlines (code IATA : LK, code OACI : FIR) était une compagnie aérienne française haut de gamme créée en 1995 par François Arpels, l'un des héritiers de la famille de joailliers Van Cleef & Arpels, qui exploitait des lignes régulières de Paris vers Nice et Milan puis entre ces deux dernières villes.  

## Histoire
C'est en 1995 que François Arpels, l'un des héritiers de la famille de joailliers Van Cleef & Arpels décide de prendre aux mots l'un de ses compagnons de voyage lors d'un vol entre Paris et Genève en s'indignant de la qualité déplorable du service de bord, de créer sa propre compagnie aérienne orientée vers ce que connaissait de mieux le jeune entrepreneur de 29 ans, c'est-à-dire le haut de gamme en appliquant la logique marketing des produits de luxe à l'aérien, un vol chic, unique, qui se paye cher.
Le 31 Mai 1995, le Conseil supérieur de l'aviation marchande (CSAM) autorisait la compagnie Fairlines à transporter des passagers.  
Tout s'accélère, le jeune entrepreneur veut aller vite et s'entoure d'anciens cadres d'UTA qui assument déjà des responsabilités dans la compagnie en particulier Marc Moureaux, ancien chef pilote d'UTA passé à Air France et une ancienne d'Air Inter qui s'occupe de recruter les hôtesses et les stewards. 
L'objectif premier est d'ouvrir à l'automne 1995, deux liaisons régulières au départ de Roissy vers Nice et Rome, en attendant de s'attaquer à Toulouse en 1996 et à d'autres destinations exclusivement européennes plus tard avec l'aide de trois Boeing 737-200 contractés en leasing en transformant ses avions de 120 places en cabine mono-classe de luxe de 64 sièges, pour laisser tout le confort possible aux passagers. 
L'aventure commençait réellement qu'au début de l'année 1998, en ouvrant le 19 janvier, sa première ligne régulière entre Paris (CDG) et Nice, 3 fois par jour en McDonnell Douglas MD-81 puis en mars, sa seconde ligne entre Paris et Milan à l'aide d'un deuxième MD-81 qui permettra de boucler le triangle par un vol Nice-Milan.
Les deux MD-81 étaient équipés de 72 sièges au lieu de 172 sièges prévus au catalogue, en désactivant les deux issues de secours des ailes et l'installation d'un salon à l'arrière de l'avion. Le service de bord était considérablement amélioré en servant caviar et champagne malgré un temps de vol réduit, à l'instar d'une Première Classe.
La compagnie a alors de nouveaux projets, à savoir ouvrir deux nouvelles liaisons entre Paris et Barcelone et Paris et Rome, dès le mois de mai 1998, mais pour cela, la compagnie devait trouver deux autres appareils MD-81 ou MD-83 sur le marché de la location.
Au départ compagnie régulière sur Paris-Nice et Paris-Milan avec deux MD-81, Fairlines est peu à peu devenue une compagnie charter de luxe, faute d'une demande suffisante sur ses lignes régulières, pour le Club Méditerranée et des grands clubs de football italiens ou britanniques. Un créneau assez éloigné de sa vocation de départ. 
Pendant l'été 1998, plusieurs vols ont été annulés pour raisons commerciales et techniques puisqu'un avion a été indisponible plusieurs semaines. En même temps, les arriérés se sont accumulés sur plusieurs postes, notamment les salaires, les versements de TVA et ceux de la Caisse retraite du personnel navigant (CRPN). 
Après plusieurs mois passés à minimiser d'indéniables difficultés, Fairlines  est finalement déclarée en cessation de paiements, quelques jours après avoir annoncé l'arrêt de sa ligne Roissy-Nice. 
Elle a déposé un plan de continuation, qui était examiné par le tribunal de commerce de Paris le 29 octobre 1998. 
Elle cessait finalement ses activités en 1999. 

## Le réseau
Fairlines exploitait les lignes:
- Paris (CDG) - Nice,
- Paris (CDG) - Milan,
- Nice - Milan.

## Flotte
La compagnie a exploité en location deux McDonnell Douglas MD-81:
- LX-FAA de 1997 à 1999,
- LX-FAB de 1997 à 1999.

Les avions portaient les noms de baptême, "Faust" et "Tosca". 

## Galerie photographique

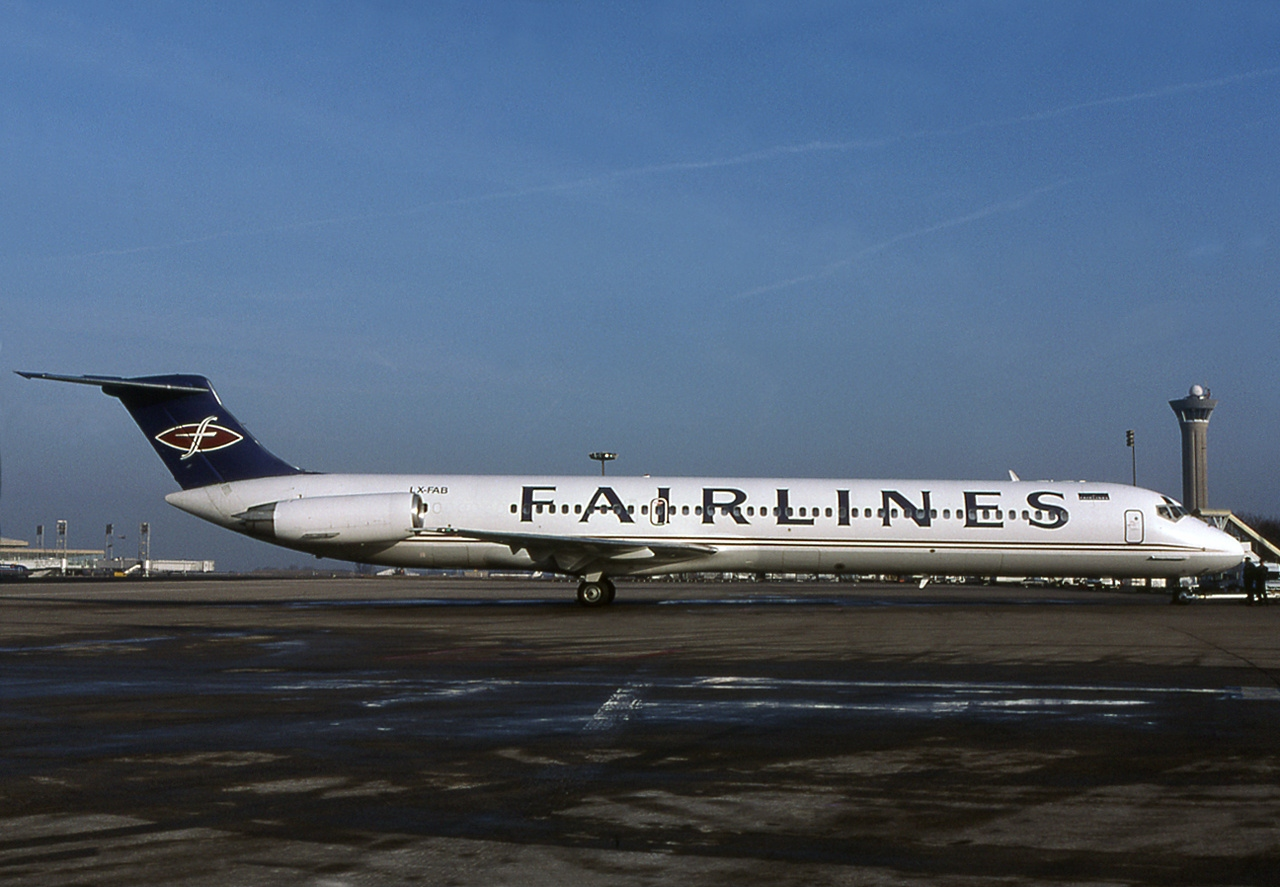
McDonnell MD-81 LX-FAA en janvier 1998 à Paris-Roissy
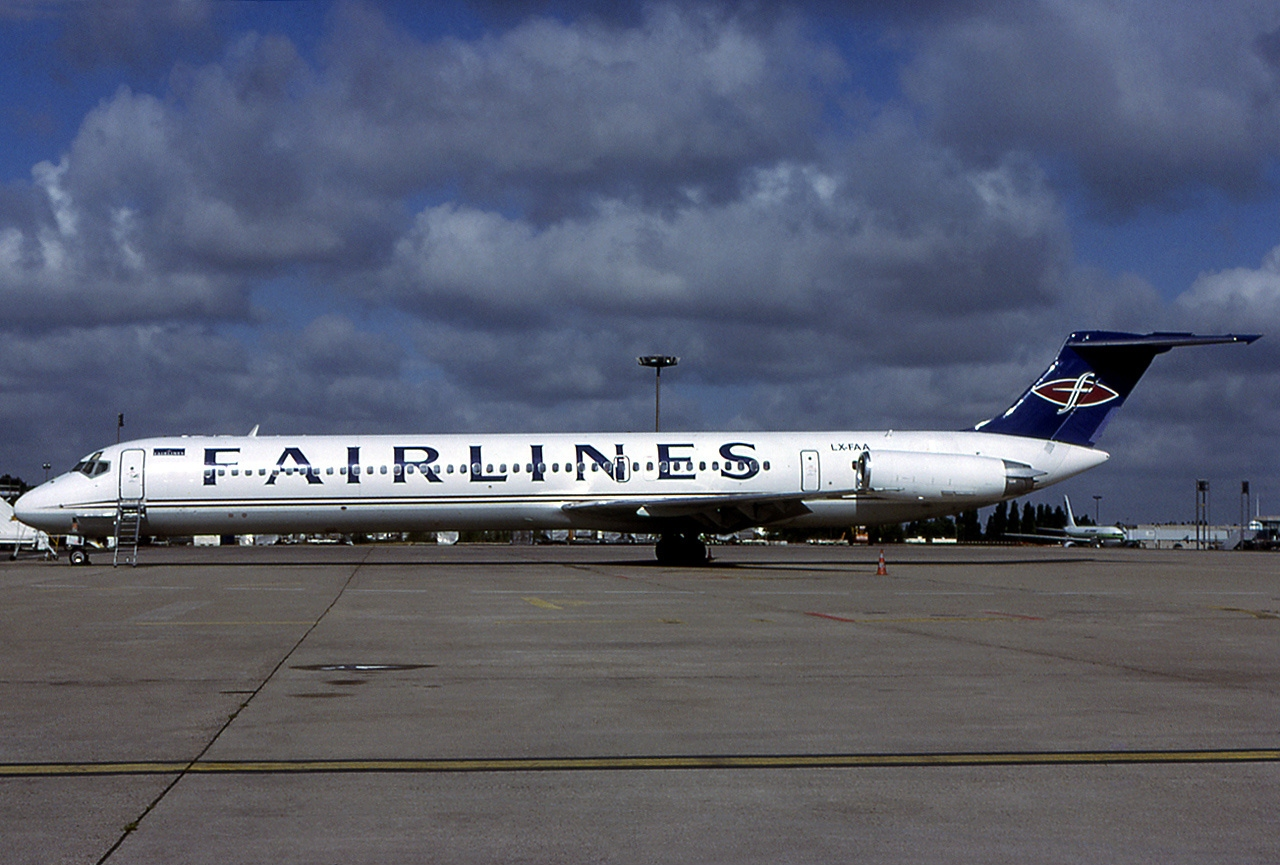
McDonnell MD-81 LX-FAA en juin 1998 à Paris-Roissy